# Mesothen epimetheus
Mesothen epimetheus är en fjärilsart som beskrevs av William Schaus 1892. Mesothen epimetheus ingår i släktet Mesothen och familjen björnspinnare. Inga underarter finns listade i Catalogue of Life.